# Hot 100

Logo tygodnika Billboard oraz zestawienia Hot 100

Hot 100 – lista przebojów w Stanach Zjednoczonych, tworzona przez muzyczny tygodnik Billboard.
Lista jest kompilowana w oparciu o 3 składniki: słuchalność radiową (ang. audience impression), wyniki cyfrowej sprzedaży utworów (nawet jeżeli nie mają statusu singla) oraz liczbę odtworzeń w mediach strumieniowych (np. Spotify, YouTube). Pierwszym utworem, który znalazł się na jej szczycie, był singel „Poor Little Fool” Ricka Nelsona (4 sierpnia 1958).
Jedynym artystą w historii, którego piosenki zajęły w całości „pierwszą dziesiątkę”, jest Taylor Swift. Z kolei utwory zespołu The Beatles najczęściej znajdowały się na szczycie listy: łącznie 20 singli uplasowało się na pierwszym miejscu zestawienia. Druga w rankingu jest Mariah Carey z osiemnastoma „numerami jeden”.
Utworem, który najdłużej był na szczycie Hot 100, jest singel „Old Town Road” duetu Lil Nas X i Billy'ego Raya Cyrusa. Piosenka przebywała na pierwszym miejscu przez 19 kolejnych tygodni bijąc tym samym rekord Despacito duetu Luis Fonsi i Daddy Yankee i One Sweet Day duetu Mariah Carey i Boyz II Men, które utrzymywały się na szczycie listy przez 16 kolejnych tygodni.
„I’m Yours” Jasona Mraza to singel, który spędził na liście 76 tygodni, co jest rekordem tej listy. Wcześniej rekordzistką była LeAnn Rimes za sprawą wydanego w 1997 singla „How Do I Live” – jej utwór gościł na liście przez 69 tygodni.
Michael Jackson jest pierwszym artystą, którego 5 singli pochodzących z jednego albumu (był nim album Bad) pojawiło się na pierwszym miejscu zestawienia Hot 100. Były to kolejno: „I Just Can’t Stop Loving You” (duet z Siedah Garrett), „Bad”, „The Way You Make Me Feel”, „Man in the Mirror” i „Dirty Diana”. W połowie 2011 rekord Jacksona wyrównała Katy Perry – na pierwszym miejscu listy Hot 100 znalazły się następujące single z jej płyty Teenage Dream: „California Gurls” (featuring Snoop Dogg), „Teenage Dream”, „Firework”, „E.T.” (featuring Kanye West) i „Last Friday Night (T.G.I.F.)”.
Inny rekord należy do Whitney Houston. W latach 1985–1988 jej 7 kolejnych singli znalazło się na szczycie listy Hot 100. 3 pierwsze pochodziły z jej debiutanckiego albumu, zatytułowanego Whitney Houston: „Saving All My Love For You”, „How Will I Know” i „Greatest Love Of All”; pozostałe 4 promowały krążek Whitney: „I Wanna Dance With Somebody (Who Loves Me)”, „Didn’t We Almost Have It All”, „So Emotional” oraz „Where Do Broken Hearts Go”.
Tylko trzykrotnie w historii zdarzyło się, by w podsumowaniu rocznym listy zwycięstwo odniósł singel, który nigdy nie dotarł na szczyt regularnych notowań Hot 100. Były to single: „Wolly Bully” Sam The Sham (1965), „Breathe” Faith Hill (2000) oraz „Hanging by a Moment” Lifehouse (2001).
Najwięcej razy na liście (222) pojawiły się utwory rapera Drake. 109 utworów na liście to rekord wśród kobiet należący do raperki Nicki Minaj.